# سویدنیک
سویدنیک (به آلمانی: Oberswidnik) یک شهرک در اسلواکی با جمعیت ۱۲٬۳۸۴ نفر است که در Svidník District واقع شده‌است.